# Servicio a la francesa

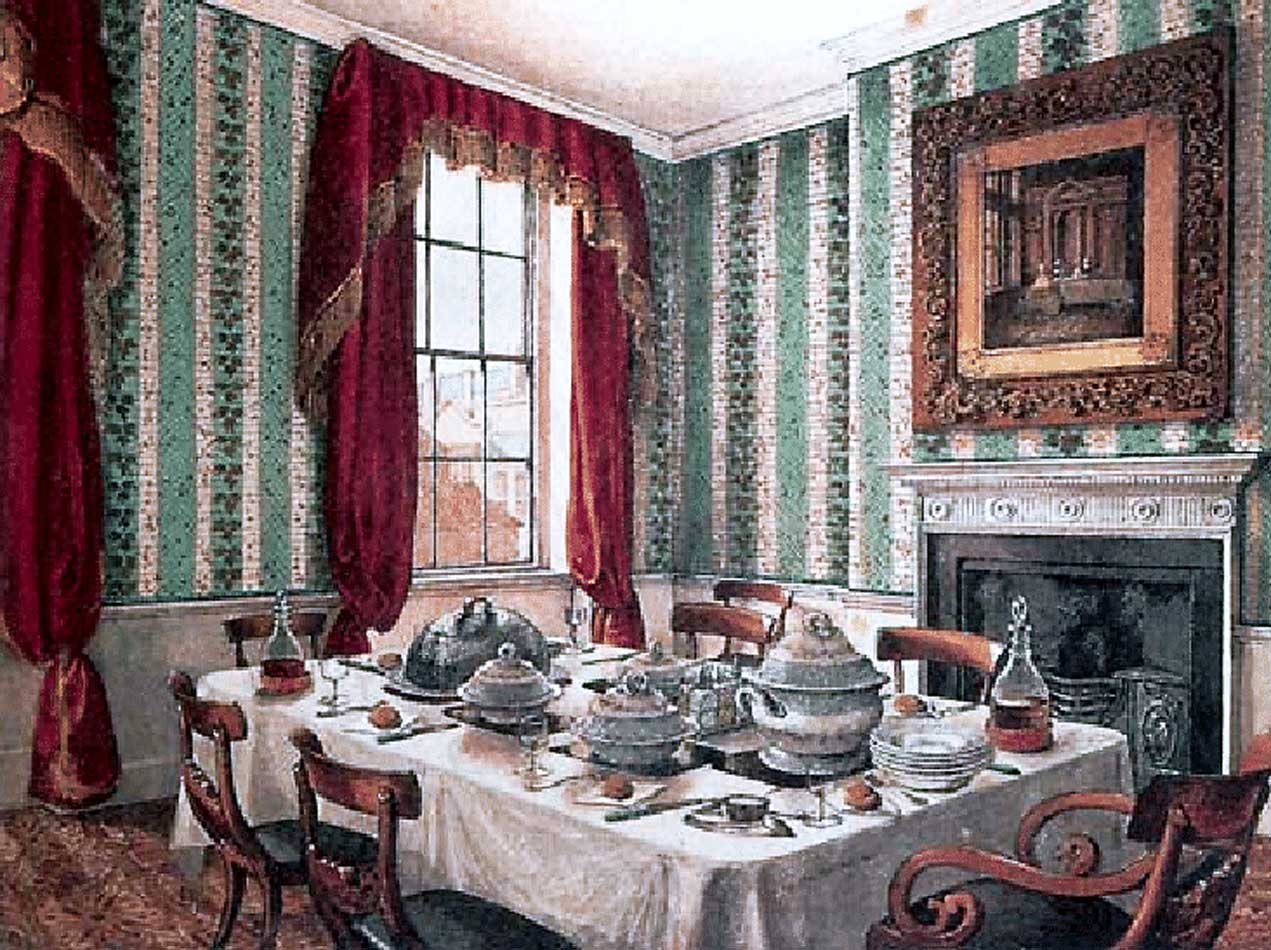
Imagen referencial de un clásico servicio a la francesa.

El servicio a la francesa (en francés: service à la française) es un servicio de mesa en el que se sirven todos los platos de una comida al mismo instante en la mesa de los comensales. Primero se muestra a los comensales los ingredientes y elementos de los platos, tras ello un camarero deja a los comensales que elijan las raciones y proporciones que debe llevar a su plato, haciéndolo siempre por su izquierda.

## Características
Una de las principales características es que permiten al comensal elegir las cantidades. El servicio se inicia por la persona invitada, empezando por mujeres y acabando por el anfitrión. Se diferencia del servicio a la inglesa en que el comensal no puede elegir las proporciones y las cantidades de cada alimento, sino se sirve en cantidades iguales en general.